# Ken Wenman
Ken Wenman, född 9 mars 1955, är en friidrottare från Kanada. Han deltog vid olympiska sommarspelen 1976.